# Toneelgroep De Appel

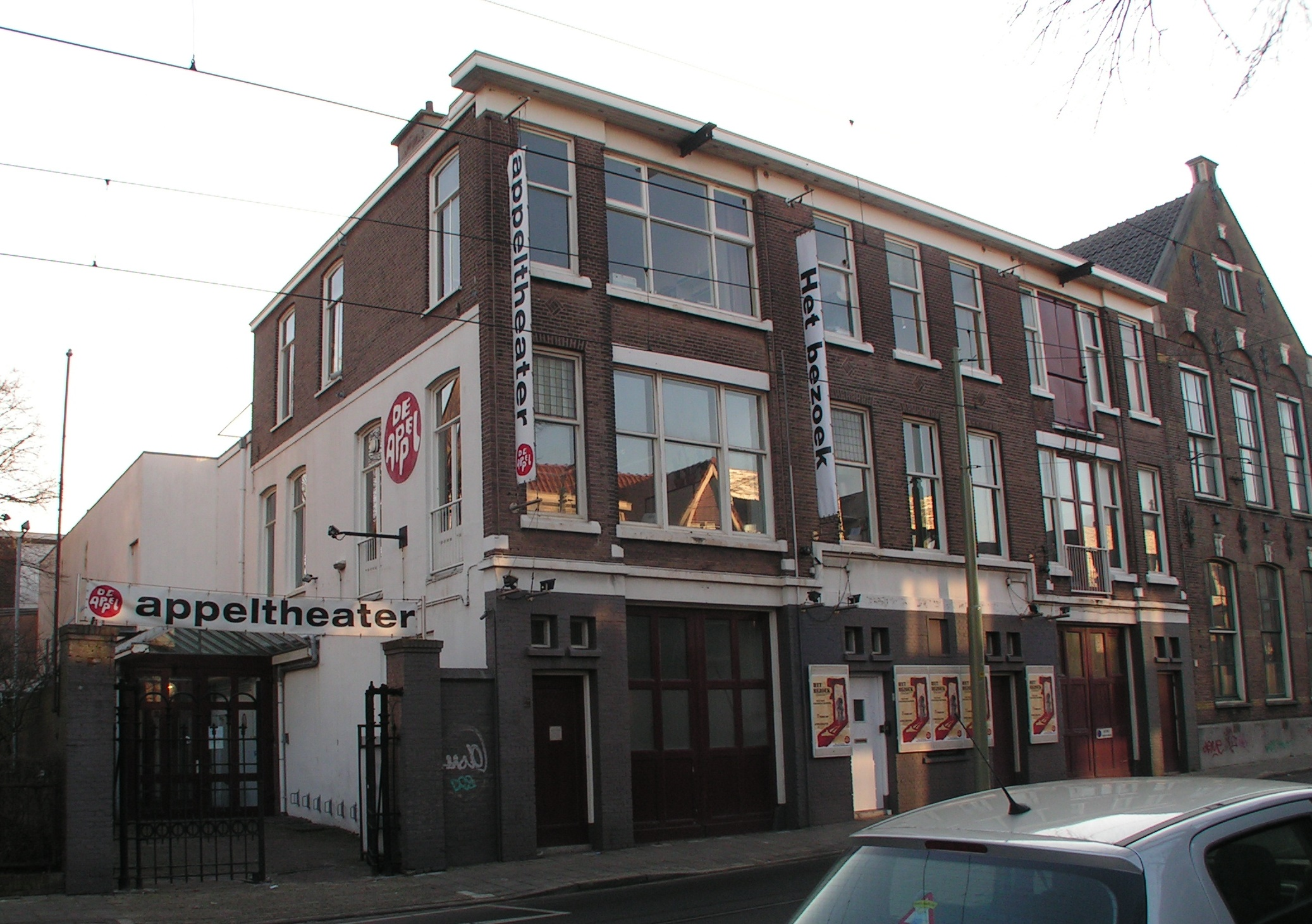
Appeltheater (Scheveningen)

Toneelgroep De Appel is een Nederlands voormalig theatergezelschap uit Den Haag met een eigen theater aan de Duinstraat in Scheveningen. De toneelgroep stond 25 jaar onder leiding van regisseur Erik Vos.

## Geschiedenis
Toneelgroep De Appel werd opgericht in 1972. Het theatergezelschap was tegen het einde van de 20e eeuw het oudste repertoiregezelschap van Nederland en was bij tijden bijzonder succesvol en spraakmakend met voorstellingen als De Oresteia van Aeschylus, Peer Gynt van Ibsen, De getemde feeks van Shakespeare, Mahagonny van Brecht, Faust I & II van Goethe, Ghetto van Joshua Sobol, Trilogie van het Zomerverblijf van Goldoni, Trojaanse vrouwen van Euripides op het Oerol Festival en de 12 uur durende theatermarathon Tantalus.
Diverse bekende acteurs waren aan Toneelgroep De Appel verbonden, onder wie Catherine ten Bruggencate, Sacha Bulthuis, Hubert Fermin, Geert de Jong, Will van Kralingen, Rudolf Lucieer, Hugo Maerten, Eric Schneider en Henk Votel.
Meer dan 6000 bezoekers betuigden op 10 juni 2000 met hun aanwezigheid bij de 12 uur durende theatermarathon 5 voor 12 steun aan het gezelschap dat door een beslissing van staatssecretaris Rick van der Ploeg met opheffing werd bedreigd.
In 2011 ontving De Appel de Oikos Publieksprijs en in 2012 de Toneel Publieksprijs voor de voorstelling Herakles.
In 2016 was de laatste voorstelling, Hamlet, na het stopzetten van de subsidie door de gemeente Den Haag.